# Tiempo y mundo. Impresiones y ensayos (1904-1940)
Tiempo y mundo. Impresiones y ensayos es un ensayo del autor austriaco Stefan Zweig en el que se recogen apuntes, impresiones y conferencias del escritor a lo largo de casi cuatro décadas.

## Argumento
Dividido en tres secciones, Zweig describe en la primera a algunos de los escritores más sobresalientes de su época. En la segunda transmite sus impresiones sobre los países por él conocidos. En la tercera sección por medio de discursos y estudios, muestra sus opiniones sobre la sociedad de su tiempo.